# Júlia (filha de Druso, o Jovem)
Júlia Drusa (em latim: Julia Drusi Caesaris Filia; 5 - 43 (38 anos)), também conhecida como Júlia Lívia e Julila, era filha de Druso, o Jovem, com Lívila e neta do imperador romano Tibério. Era também prima de Calígula e sobrinha de Cláudio.

## Cronologia
Em 14 d.C.,[carece de fontes?] na época da morte do imperador Augusto, Júlia  estava doente e, antes de morrer, Augusto perguntou à esposa, Lívia, se ela estava bem.
Em 20, Júlia se casou com o primo Nero César (o filho de Germânico com Agripina, a Velha). O casamento parece ter sido infeliz e se desfez frente às maquinações do notório guarda palaciano Sejano, que explorou a sua intimidade com Lívila para armar contra a família de Germânico.[carece de fontes?] Nas palavras de Tácito:
| “ | Se o jovem príncipe falava ou se mantinha calado, silêncio e fala eram igualmente criminosos. Todas as noites tinhas suas ansiedades, pois suas horas insones, seus sonhos e aspirações eram todos contados por sua esposa para a mãe, Lívia [Lívila], e por Lívia para Sejano. | ” |
|   | — Tácito, Anais 4.60 [em linha]. |   |

Finalmente, em 29, por conta das intrigas de Sejano e por insistência de Tibério, Nero e Agripina foram acusados de traição. Ele foi declarado inimigo público pelo senado romano, posto a ferros e conduzido numa liteira fechada. Posteriormente, foi enviado para uma prisão na ilha de Pôncia e, no ano seguinte, foi assassinado ou forçado a cometer o suicídio.[carece de fontes?] Dião Cássio relata que Júlia estaria, na época, prometida a Sejano, mas esta alegação parece ser contradita por Tácito, cuja autoridade é maior. Sejano foi finalmente condenado e executado por ordens de Tibério em 18 de outubro de 31.
Em 33, Júlia se casou com Caio Rubélio Blando, um homem de família equestre que foi cônsul sufecto em 18 e, posteriormente, procônsul da África. Eles tiveram dois filhos:
- Caio Rubélio Plauto (33-62)[5];
- Rubélia Bassa, que se casou com Caio Otávio Laenas (II), o qual era neto pelo lado materno de Júlia Menor e também era um tio pelo lado materno do futuro imperador Nerva.

Juvenal, na Sátira VIII (39), sugere ainda outro filho, que também se chamava Caio Rubélio Blando. De acordo com uma inscrição, Júlia pode ainda ter sido a mãe de um tal Rubélio Druso.
Por volta de 43, um agente da esposa do imperador imperador romano Cláudio, Valéria Messalina, acusou Júlia de incesto e imoralidade, falsamente. O imperador, seu tio, sem sequer tentar defendê-la, mandou executá-la "pela espada" (Otávia 944-6: "ferro... caesa est"). Ela pode ter se antecipado à execução se suicidando. Uma parente distante de Júlia, Pompônia Grecina, permaneceu de luto por quarenta anos, desafiando abertamente o imperador, e não sofreu nenhuma punição por isso. Júlia foi executada mais ou menos na mesma época que sua prima, Júlia Lívila, a filha de Germânico e irmã do antigo imperador Calígula.